# Sherif Ismail
Sherif Ismail Mohamed, em árabe: شريف إسماعيل (Cairo, 6 de julho de 1955 – 4 de fevereiro de 2023) foi um  engenheiro mecânico e político egípcio, que serviu como primeiro-ministro do Egito de 19 de setembro de 2015 a 7 de junho de 2018. Ismail foi designado pelo presidente Abdel Fattah el-Sisi ao cargo de primeiro-ministro após a renúncia do ex-primeiro-ministro Ibrahim Mahlab devido a um escândalo de corrupção. Ismail foi ministro do Petróleo entre 2013 a 2015.

## Carreira
Ismail foi nomeado primeiro-ministro em 12 de setembro de 2015. Em 2016, ocorreu uma crise econômica quando a libra egípcia enfraqueceu significativamente. Devido a esta crise, o gabinete de Ismail teve que iniciar e implementar as rígidas reformas econômicas. Após este incidente, Ismail reformulou o gabinete em março de 2016, mudando dez ministros, incluindo finanças, investimentos e ministros do turismo. Em fevereiro de 2017, o gabinete foi novamente remodelado, o que incluiu a mudança de nove ministros, principalmente relacionados a políticas econômicas. Em novembro de 2017, Ismail deixou o Egito para tratamento na Alemanha e retomou seu posto em 1º de dezembro.  Durante este período Mostafa Madbouly, ministro da habitação e serviços públicos urbanos, atuou como primeiro-ministro interino. 
Em 5 de junho de 2018, Ismail apresentou sua renúncia ao presidente egípcio Abdel Fattah el-Sisi.  No entanto, ele continuou a servir como primeiro-ministro como interino. Dois dias depois que Ismail apresentou sua renúncia, Sisi nomeou Madbouly para sucedê-lo como primeiro-ministro.
 

Após sua saída do cargo de primeiro-ministro, foi relatado em 9 de junho de 2018 que Ismail havia sido nomeado para servir como o principal assessor de Sisi. Em seguida, Ismail serviu como assessor presidencial para projetos nacionais e estratégicos e representou Sisi no funeral de Jacques Chirac em setembro de 2019.